# Карманор
Кармано́р (дав.-гр. Καρμάνωρ) — у давньогрецькій міфології напівбог урожаю з Криту, який очистив Аполлона після вбивства ним Піфона в Дельфах.

## Міфологія
Існує дві версії щодо того, ким був Карманор. Згідно з першою, він був критським напівбогом, який відповідав за врожай. За другою — священнослужителем із Криту, який проживав у стародавньому місті Тарра. За легендою, він був критським чоловіком богині родючості Деметри, від якої у нього народилися двоє дітей. Німецький еллініст Вальтер Буркерт стверджував, що в імені Карманор немає грецького коріння. Тому існує припущення, що воно, можливо, іноземного походження.
Згідно з географом Павсанієм, який жив у II столітті нашої ери, коли Аполлон і Артеміда вбили Піфона, дракона з Дельфів, вони прибули на острів Крит, до Карманора, для того, щоб він їх очистив. Це відбувалося в будинку священнослужителя в Таррі. Там же Аполлон познайомився з Акакаллідою, яка, відповідно до різних варіантів міфу, була або німфою, або принцесою з дому критського царя Міноса. Зійшовшись з Аполлоном, вона народила від нього двох дітей — Філакіда і Філандра.
У Карманора ж, згідно із записами Павсанія, було двоє синів — Евбулей і Хрисофеміс. Дочка Евбула Карма згодом, зійшовшись із Зевсом, стала матір'ю Брітомартіди — критської богині, покровительки мисливців, рибалок і моряків. Другий син Карманора Хрисофеміс став поетом, брав участь у Піфійських іграх і здобув там перемогу в змаганні на виконання гімну Аполлону.